# Rhizotrogus latesulcatus
Rhizotrogus latesulcatus är en skalbaggsart som beskrevs av Leon Fairmaire 1889. Rhizotrogus latesulcatus ingår i släktet Rhizotrogus och familjen Melolonthidae. Inga underarter finns listade i Catalogue of Life.